# Verbond van Engels gras
Het verbond van Engels gras (Armerion maritimae) is een verbond uit de kweldergras-orde (Glauco-Puccinellietalia). Het verbond omvat plantengemeenschappen van zilte, zandige bodems op de hogere schorren, met zeven onderliggende associaties.

## Naamgeving en codering
- Syntaxoncode voor Nederland (rVvN): r27Ac
- BWK-karteringscode: da - Schorre (deels)
- Natura2000-habitattypecode (EU-code): H1330
- Corine biotope: 15.3 - Atlantic salt meadows (deels)
- Eunis Habitat Types: A2.5 - Coastal saltmarshes and saline reedbeds (deels)

De wetenschappelijke naam Armerion maritimae is afgeleid van de botanische naam van een belangrijke begeleidende soort voor dit verbond, Engels gras (Armeria maritima).

## Fysiognomie
Het is een vrij open tot zeer dichte, laagblijvende tot 1 meter hoge overblijvende vegetatie, zonder boom- of moslaag.
De kruidlaag is betrekkelijk soortenarm, bestaat vooral uit overblijvende planten en wordt dikwijls gedomineerd door weinig opvallende soorten uit de grassenfamilie als rood zwenkgras, grasachtige planten als zilte rus, en kruidachtige planten uit de ganzenvoetfamilie. Tussen al dat grijsgroen vallen de dikwijls roze gekleurde bloemen van lamsoor, zeeaster, Engels gras en gerande schijnspurrie vrij snel op.
Een struiklaag kan aanwezig zijn met vooral klein blijvende dwergstruiken van gewone zoutmelde.

## Ecologie
Vegetatie van het verbond van Engels gras komen voor op zilte, zandige bodems vermengd met leem of bedekt met een laagje modder, voornamelijk op middelhoge tot hoge schorren en binnendijkse gronden.

## Associaties in Nederland en Vlaanderen
Het verbond van Engels gras wordt in Nederland en Vlaanderen vertegenwoordigd door zeven associaties.
- - associatie van zilte rus (Juncetum gerardii)
  - associatie van Engels gras en rood zwenkgras (Armerio-Festucetum littoralis)
  - kwelderzegge-associatie (Junco-Caricetum extensae)
  - associatie van rode bies (Blysmetum rufi)
  - zeealsem-associatie (Artemisietum maritimae)
  - zeekweek-associatie (Atriplici-Elytrigietum pungentis)
  - associatie van zeerus en zilt torkruid (Oenantho lachenalii-Juncetum maritimi)

## Diagnostische taxa voor Nederland en Vlaanderen
Het verbond van Engels gras heeft voor Nederland en Vlaanderen twee specifieke kensoorten, rood zwenkgras en kwelderzegge. Het naamgevende Engels gras is meestal aanwezig, maar komt ook in andere plantengemeenschappen voor.
Kruidlaag
| Kentaxon | Diff. soort | Presentie | Triviale naam         | Botanische naam                       | Opmerking | Afbeelding |
| -------- | ----------- | --------- | --------------------- | ------------------------------------- | --------- | ---------- |
| kK       | -           |           | gewone zoutmelde      | Atriplex portulacoides                |           |            |
| kV       | -           |           | rood zwenkgras        | Festuca rubra                         |           |            |
| kV       | -           |           | kwelderzegge          | Carex extensa                         |           |            |
| kK       | -           |           | zulte                 | Aster tripolium                       |           |            |
| kK       | -           |           | zeeweegbree           | Plantago maritima                     |           |            |
| kK       | -           |           | schorrenzoutgras      | Triglochin maritima                   |           |            |
| kK       | -           |           | melkkruid             | Glaux maritima                        |           |            |
| kK       | -           |           | lamsoor               | Limonium vulgare                      |           |            |
| kK       | -           |           | gerande schijnspurrie | Spergularia media subsp. angustata    |           |            |
| kK       | -           |           | Engels lepelblad      | Cochlearia officinalis subsp. anglica |           |            |
| bg       | -           |           | Engels gras           | Armeria maritima                      |           |            |
| bg       | -           |           | zeealsem              | Artemisia maritima                    |           |            |
| bg       | -           |           | strandkweek           | Elymus athericus                      |           |            |

Moslaag
| Kentaxon     | Diff. soort | Presentie | Triviale naam | Botanische naam | Opmerking | Afbeelding |
| ------------ | ----------- | --------- | ------------- | --------------- | --------- | ---------- |
| Geen soorten |             |           |               |                 |           |            |

## Biologische Waarderingskaart
In de Biologische Waarderingskaart (BWK) van Vlaanderen en het Brussels Hoofdstedelijk Gewest is dit verbond, samen met de andere verbonden uit de klasse, opgenomen als Schorre (da).
Dit vegetatietype staat gewaardeerd als 'biologisch zeer waardevol'.